# Conrad (Iowa)
Conrad è una città degli Stati Uniti d'America, situata nello Stato dell'Iowa, nella contea di Grundy.